# 91e division d'infanterie (États-Unis)
La 91e division d'infanterie des États-Unis été créée le 5 août 1917 au Camp Lewis, près de Tacoma, Washington. La plupart des appelés de cette division de l'United States Army sont venus des États du Nord-Ouest.
Après dix mois d'entraînement, la division a été prête au combat et les premiers éléments ont navigué pour la France le 6 juillet 1918. La plupart des hommes ont passé par l’Angleterre, bien qu’une partie soit allée directement en France.

## Campagne en France - 1918
En septembre 1918, la division a eu sa première opération dans l'offensive de Saint-Mihiel.
Après Saint-Mihiel, la division a été envoyée dans le secteur de la Meuse-Argonne. Presque chaque autre US division déployée sur la Meuse-Argonne avait une bonne expérience de combat. La 91e n'a pas eu beaucoup d’expérience et malgré cela elle s’est montré particulièrement performante dans cette campagne, en participant avec succès dans la destruction de la première division de la Garde allemande, en passant les trois lignes de défense allemande.
En dépit du fait que cette offensive était la première entrée de la division dans une grande bataille, elle a capturé plus d'artillerie, mitrailleuses et prisonniers et a avancé une plus grande distance sous le feu que beaucoup d’autres divisions qui avaient une bien plus longue expérience de combat.
Dans la campagne de Flandre, la 91e a attaqué dans les brouillards du matin du 31 octobre. Et à partir de ce moment et jusqu'au le moment même de la capitulation, le 11 novembre, à 11 h 00, la division a repoussé sans cesse l'ennemi dans la panique.
La 91e d'infanterie a fait aussi la campagne de Lorraine et de Ypres-Lys.
Total de pertes de la 91e division dans la première guerre : 6 108 soldats et officiers – 1 134 tués et 4 974 blessés.

## Après-guerre
Après l'Armistice, les éléments de la 166e brigade d'artillerie ont bougé vers l'Allemagne et ont occupé le village de Wittlich jusqu'en février de 1919.
Les survivants de la division sont rentrés au pays au mois d’avril 1919.
Lors de la Seconde Guerre mondiale, elle est engagée dans la campagne d'Italie de janvier 1944 à mai 1945.
Depuis 2010, elle existe sous la forme d'une division d'entraînement, la 91st Training Division.